# CPメリダ
CPメリダ（Mérida Unión Deportiva）は、スペイン・エストレマドゥーラ州バダホス県メリダに本拠地を置き、2000年までリーガ・エスパニョーラに所属していたサッカークラブ。

## 歴史
1912年にスポルティーバ・エメリテンセの名称で設立、スペイン内戦による活動停止や数度の名称変更を経ながら長らく主にテルセーラ・ディビシオンにとどまっていたが、1989年にセグンダ・ディビシオンBに昇格、1991年にはクラブ創設以来初めてセグンダ・ディビシオンに昇格、その後も勢いはとどまらず、1995年にはエストレマドゥーラ州のクラブとしては初となるプリメーラ・ディビシオン昇格を達成。1年で降格となるも翌1997年に再びプリメーラ昇格を果たすが、前回同様1年で降格となると2年後の2000年には経営に行き詰まり解散。リザーブチームとして1990年に創設されたUDメリダ・プロメサスがトップチームとなり現在もメリダUDとして活動を続けている。
なお、同じエストレマドゥーラ州からはCFエストレマドゥーラがCPメリダと入れ違いとなる1996-97、1998-99シーズンにプリメーラ・ディビシオンを経験しているが、こちらもその後経営難に陥り2010年には解散している。

## 過去の成績
- プリメーラ・ディビシオン 2シーズン
- セグンダ・ディビシオン 7シーズン
- セグンダ・ディビシオンB 3シーズン
- テルセーラ・ディビシオン 37シーズン

### 名前の変遷
- 1912-1920 スポルティーバ・エメリテンセ
- 1920-1921 クラブ・カタラネス - クラブMZA
- 1921-1936 クラブ・エメリタ
- 1936-1939 スペイン内戦によりクラブ活動停止
- 1939-1966 SDエメリテンセ
- 1966-1985 メリダ・インダストリアルCF
- 1985-2000 CPメリダ

## 歴代監督
- ゴラン・ミロイェヴィッチ 2008-2010

## 歴代所属選手
- ゴラン・ミロイェヴィッチ 1991-1992,1996-1997
- レオ・フランコ 1997-1998
- ドミトリー・ラドチェンコ 1997-1998
- マノロ・サンチェス 1997-1998
- パブロ・アルファロ 1997-2000
- ヌーノ 1998-2000
- アドルフォ・アルダーナ 1998-1999
- ウナイ・ベルガラ 1999-2000